# Língua macedônia
O macedônio (português brasileiro) ou macedónio (português europeu) (македонски јазикⓘ, transl. makedonski, AFI: [maˈkɛdɔnski ˈjazik]) é uma língua indo-europeia, pertencente ao grupo oriental das línguas eslavas meridionais, idioma oficial da Macedônia do Norte. O macedônio é parente próximo do búlgaro, com quem partilha um alto grau de inteligibilidade mútua, além de, até certo ponto, com o servo-croata.

## História
A Macedônia é uma região dos Bálcãs que tem esse nome desde os tempos antigos, quando estava unida ao Epiro a sudoeste, Tessália ao sul e Trácia a leste. Atualmente nessa região existe a República da Macedônia do Norte, o distrito búlgaro de Blagoevgrad e a província grega da Macedónia, no norte da Grécia; também se podem incluir porções limítrofes da Albânia oriental.
Não confundir com a língua macedônia antiga, parente do grego falada no estado helénico da Macedônia, nos séculos V e V a.C. e até possivelmente antes. O macedónio moderno é uma lingua eslava dos povos eslavos do sul. Surge quando o grupo búlgaro invadiu os Bálcãs e ali se estabeleceram, nos séculos VI e VII. Como resultado, pode-se definir como macedónio moderno a atual língua da República da Macedônia do Norte.
A conquista dos Bálcãs pelo Império Otomano nos séculos XIV e XV provocou uma interrupção da continuidade cultural na alfabetização eslava nessa região, pelo que a história do moderno eslavo macedônio literário começa na última parte do século XVIII com o nascimento do nacionalismo búlgaro.
Esta história pode-se dividir em cinco períodos:
- 1794-1840: primeira publicação de dialetos eslavo-macedônios - as grandes figuras deste período publicaram obras eclesiásticas e didáticas baseadas em seus dialetos locais. Seu interesse era estabelecer uma literatura vernacular eslava em oposição à arcaica influência do eslavo eclesiástico ou à helenizante Igreja Ortodoxa Grega, à qual pertence a maior parte dos eslavo-macedônios e búlgaros. Os autores deste período chamam a sua língua vernácula de búlgaro.
- 1840-1870: surgimento das obras seculares usando dialetos macedônios - a batalha para fazer surgir uma literatura vernacular se manifesta em dois centros literários principais no território eslavo macedônio-búlgaro: um no nordeste da Bulgária e outro no sudoeste da Macedônia.
- 1870-1912: Surgimento do macedonianismo - o estabelecimento do Exarcado Búlgaro, a igreja autônoma da Bulgária em 1870, marca a vitória definitiva do helenismo. É a partir deste período que temos as primeiras declarações insistindo que o macedônio é uma língua separada do búlgaro e do sérvio, mesmo que estas ideias já tivessem sido expressadas em épocas anteriores, mas em correspondências e documentações privadas.
- 1912-1944: da guerra dos Bálcãs até a Segunda Guerra Mundial - em 18 de outubro de 1912, os reinos da Bulgária, Grécia e Sérvia se unem contra a Turquia na primeira guerra dos Bálcãs. Menos de um ano depois, a Macedônia foi repartida entre esses três aliados, pondo fim ao desenvolvimento da literatura macedônia fora das fronteiras da Iugoslávia, exceto no período de 1946-1948, quando os eslavo-macedônios de Pirin foram reconhecidos como minoria na Bulgária. Na Iugoslávia, o eslavo-macedônio foi tratado como um dialeto do sérvio, mas o governo iugoslavo permitiu desenvolver a literatura eslavo-macedônia sobre a a base de uma literatura de dialeto. Durante este período, os lingüistas de fora dos Bálcãs publicaram estudos que enfatizavam a distinção do macedônio em relação ao servo-croata e ao búlgaro.
- 1944: estabelecimento da literatura macedônia - durante a Segunda Guerra Mundial, os comunistas ocuparam a Macedônia e em 2 de agosto de 1944 o macedônio foi declarado língua oficial da República da Macedônia. A normatização da literatura macedônia começou rapidamente após o seu reconhecimento oficial, em parte porque um dialeto comum já estava em uso. A região central ocidental, que é a de maior área e população, forneceu uma base dialetal de forma que os falantes de outras regiões podiam ajustar sua fala de forma cômoda. Um grande problema é que Skopje, a capital e principal centro cultural, está fora dessa região dialetal centro-ocidental, estando a república sob influência servo-croata.

## Dados
O macedônio é a língua oficial da Macedônia do Norte e está reconhecida na Bulgária, onde se considera o macedônio como um dialeto do búlgaro (outra norma escrita regional do idioma búlgaro). Na Grécia se afirma que tal língua não existe - a não ser quando há decretos proibindo seu uso - ou que o termo macedônio só pode ser aplicado aos dialetos gregos da Macedônia atual ou antiga. Não obstante, há cidadãos e emigrantes búlgaros e gregos que identificam sua língua nativa (eslava) como eslavo-macedônio.
O macedônio também é falado em cerca de 70 povoados albaneses orientais, onde é usada como língua de ensino elementar a partir do quarto ano.

## Dialetos
O macedônio compreende um grupo de dialetos localizados na parte mais meridional do território de fala eslava, que se estende desde o norte da Grécia até o rio Bistrica (em grego, Aliakmon), na fronteira da Tessália (área conhecida como Macedônia grega). Os dialetos nos quais se baseia o macedônio formam parte de um continuum com dialetos sérvios e búlgaros, o que torna difícil estabelecer limites entre eles. O macedônio também é falado no distrito de Blagoevgrad, no sudoeste da Bulgária (uma região conhecida como Macedônia de Pirin), assim como em cerca de 70 povoados na Albânia oriental.
Por razões de índole histórica e política, o macedônio não é reconhecido como língua na Bulgária e na Grécia. Na Bulgária, é considerado uma variante dialetal do búlgaro, enquanto na Grécia o termo "macedônio" é usado apenas para se referir aos dialetos gregos do macedônio grego ou macedônio clássico.

### Grupos Dialetais
- Grupo Ohrid-Prespa
  - Baixo Prespa - GRE
  - Ohrid-Struga - MAC
  - Radozda-Vevcani - GRE
- Grupo Polog
  - Gostivar (Alto Polog) - MAC
  - Tetovo (Baixo Polog) - MAC
  - Central Ocidental - MAC
- Grupo Debar
  - Drimkol - MAC
  - Debar - MAC,
  - Mala Reka - MAC
  - Reka - MAC
  - Skoposka Crna Gora - MAC, SER
- Dialetos orientais
  - Kumanovo Kriva-Palanka - MAC, SER
  - Stip-Strumca - MAC
  - Tikves-Mariovo - MAC
  - Baixo Vardar - GRE, MAC
- Grupo Kostur-Korca
  - Nestram - GRE
  - Kostur - GRE

## Escrita
Os primeiros textos literários em macedônio são do século XIX. No final deste século, o processo de modernização do alfabeto e do sistema ortográfico cirílico macedônio teve lugar sob influência do princípio fonético das reformas ortográficas sérvias.

## Gramática
As duas línguas do ramo oriental das línguas eslavas meridionais, o macedônio e o búlgaro, constituem, junto com o grego, o romeno e o albanês (línguas não eslavas), a chamada área linguística balcânica ou Sprachbund balcânica. Estas línguas compartilham surpreendentes similaridades linguísticas denominadas geralmente balcanismos. Já que estas características não estavam presentes nas línguas das quais derivaram as línguas do "Sprachbund", tem-se tentado buscar suas origens em algumas línguas já extintas, tais como o trácio e o ilírio, e o que se tem visto que são características comuns compartilhadas, resultado de uma convergência evolutiva.
No macedônio, o acento tônico cai sempre na primeira sílaba da palavra com duas ou mais sílabas. No entanto, algumas palavras de origem estrangeira servem como exceção a essa regra, como култура ("cultura") e реноме ("reputação").